# 塔可鐘

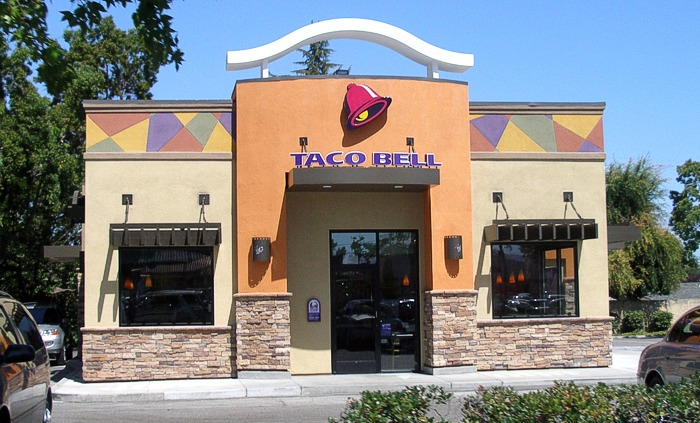
美國森尼韋爾一家塔可鐘餐廳

塔可鐘（Taco Bell，中國大陸曾改稱塔可貝爾，現均使用塔可鐘），是美國百勝餐飲集團旗下公司之一，是目前全球最大的墨西哥式食品的连锁餐饮品牌。公司總部設在美國加利福尼亞州的爾灣市（Irvine），最为著名的产品是墨西哥夹饼（Taco）。

## 歷史
塔可鐘由格倫·貝爾於1962年3月創辦，第一家塔可鐘餐廳建立於加利福尼亞州的東尼市（Downey），從此塔可鐘從一家不知名的小店逐漸發展成為美國最受歡迎的墨西哥餐飲連鎖品牌。塔可鐘的各家餐廳每週為全球超過5500萬名顧客提供服務，平均每周有1.45億人會看到一次塔可鐘的電視廣告，這個數字超過美國人口的一半。 1978年塔可鐘由百事可樂公司收購。 1997年10月，百勝公司旗下的肯德基、必勝客和塔可鐘三個餐飲品牌正式組成了百勝全球餐飲集團，並獨立上市。

## 中国市场

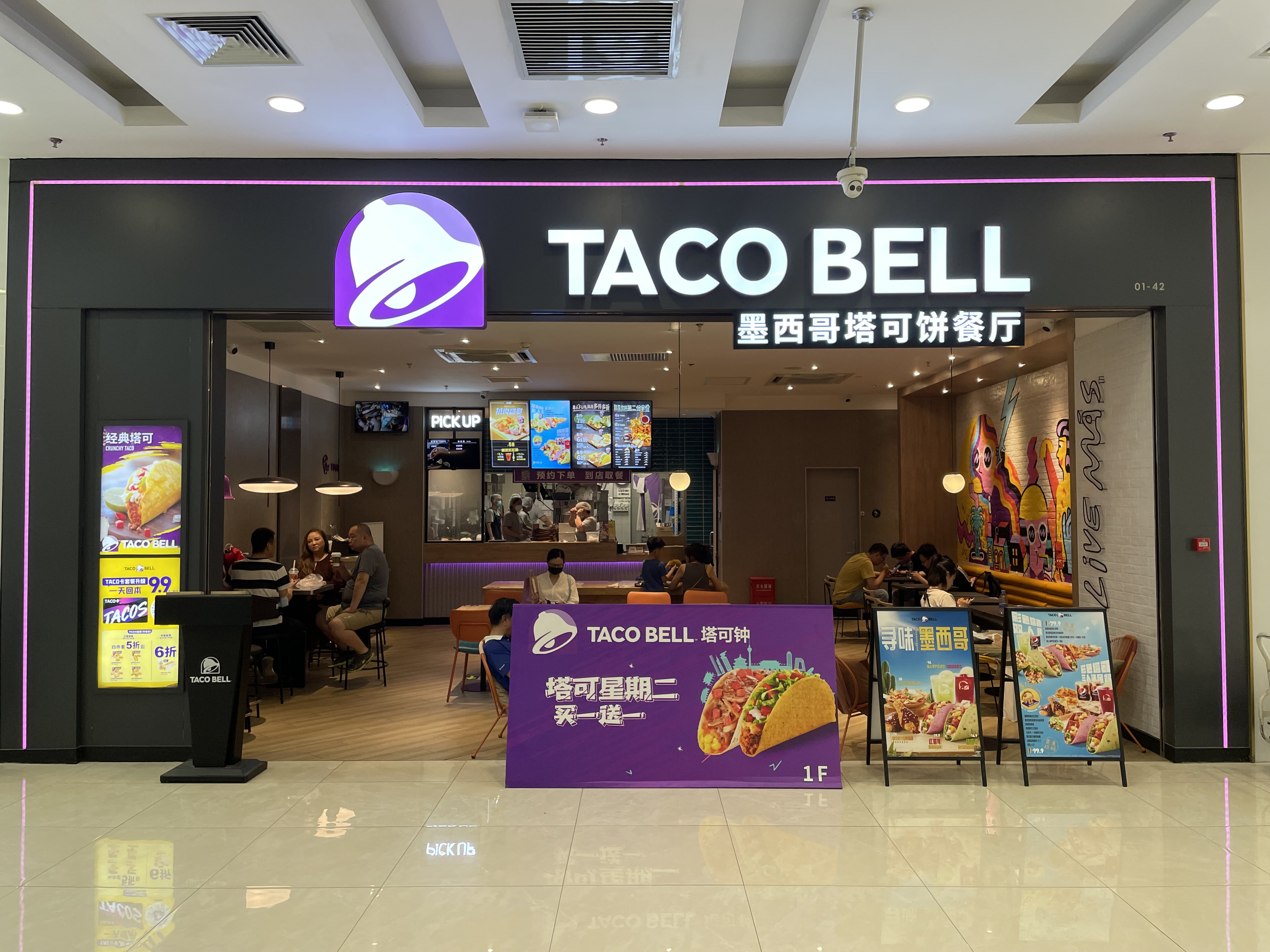
北京一家塔可鐘餐廳

2003年，“塔可鐘”首进中国，在上海开设首家“塔可鐘”墨西哥风情餐厅，2005年1月，在上海市的第二家餐厅古北餐厅正式开业。2005年2月，在深圳开设首家“塔可鐘”餐厅。2008年，关闭所有三家门店，正式退出中国市场。2017年1月重返中國市場並改名為塔可貝爾，在上海陸家嘴開設第一家门店。

## 和平號太空站
由於預計到和平號太空站將要墜入地球，塔可鐘公司的業主在太平洋中佈置了一個40*40英尺的目標，並在這個目標的中心畫上了公司的象徵——一個鈴鐺，並且書寫上“這裡有免費的墨西哥夾餅”。塔可鐘公司的品牌傳播副主席克里斯·貝克（Chris Becker）宣稱：“如果和平號敲響了我們的鈴鐺，每一個在美國的人都可以免費得到一個塔可鐘公司的墨西哥夾餅。”不過塔可鐘公司也為這項危險的賭博購買了巨額的財產保險。最終，並沒有任何碎片擊中那個目標。

## 食物中毒事件
2006年12月位於紐約州、新澤西州和賓夕法尼亞州的門市因出現受大腸杆菌感染的案例被迫關閉。其源頭可能來自加利福尼亞州文圖拉縣的蔥。

## 資料來源
1. ↑  . Statista.   [May 15, 2019]. （原始内容存档于2022-09-01）.
2. ↑  . news.sina.com.cn.   [2022-04-16]. （原始内容存档于2022-04-16）.
3. ↑  .   [2017-10-29]. （原始内容存档于2017-10-29）.
4. ↑  （英文）. spaceref.com.   [2009-02-10]. （原始内容存档于2009-08-03）.

## 外部連結
- 官方网站
- Official UK website
- 塔可鐘加拿大官方網站 （页面存档备份，存于）（英文）（法文）
- 塔可贝尔中国官方網站 （页面存档备份，存于）（简体中文）
- 塔可鐘日本官方網站 （页面存档备份，存于）（日語）
- 塔可鐘南韓官方網站 （页面存档备份，存于）